# Тврд је орах воћка чудновата
Тврд је орах воћка чудновата је чувена изрека коју изговара владика Данило, лик и јунак спјева Горски вијенац, црногорскога пјесника и мислиоца, владара и владике Црне Горе Петра II Петровића Његоша.

## Поријекло изреке
Ријеч изрекао владике Данила православној и исламизованој црногорској браћи, на покушају мирења, послије писма Селим везира, у коме овај захтијева од Црногорца безусловну покорност и оданост, и каже да су Црногорци „глава од купуса“ и „миш наспрам лафа“. Бранећи достојанство и витешки дух црногорског народа владика нагласи: (спјев Горски вијенац) 
| „ | Тврд је орах воћка чудновата, не сломи га ал’ зубе поломи! | ” |

## Тумачење и поука
И Давид је био мали против Голијата па се десило што бити не може. Ма како мали, мотивисан да брани сопствену битност, мијења односе снага и постаје непремостив проблем великима. Велики ломе зубе о чврстину којом се мали бране. Примјењује се када се указује како слабији нису занемарљиви и како могу да изненаде.